# 帝都ゴム
帝都ゴム株式会社（ていとゴム、英称:TEITO RUBBER Co., Ltd.）は、かつて自動車用ホースの製造を主な事業としていた企業で、埼玉県入間市に本社を置いていた。株式交換により2011年8月1日に鬼怒川ゴム工業の完全子会社となったが、2020年4月1日付で鬼怒川ゴム工業へ吸収合併された。

## 沿革
- 1931年（昭和06年）帝都ゴム製造所として東京都江戸川区平井にて創業。
- 1943年（昭和18年）10月 - 帝都ゴム製造株式会社として会社設立。
- 1987年（昭和62年）
  - 07月 - 社名を帝都ゴム株式会社に変更。
  - 11月 - 株式を上場。
- 2003年（平成15年）中国に福州帝都橡膠有限公司設立。
- 2011年（平成23年）
  - 07月27日 - 上場廃止[3]。
  - 08月01日 - 株式交換により鬼怒川ゴム工業の完全子会社となる[3]。
- 2020年（令和2年）04月01日 - 鬼怒川ゴム工業へ吸収合併を行い解散。

## 関連企業
- 福州帝都橡膠有限公司 （中国）
- SOUTHERN RUBBER INDUSTRY COMPANY CASUMINA （ベトナム）
- PT.INDOKARLO PERKASA （インドネシア）